# チンクルのバルーンファイトDS
『チンクルのバルーンファイトDS』（Tingle's Balloon Fight DS）は、2007年4月に任天堂よりクラブニンテンドープラチナ会員特典として配布されたニンテンドーDS用ソフト。非売品。

## 概要
任天堂の往年の名作「バルーンファイト」の主人公を、ゼルダの伝説シリーズのキャラクター・チンクルに置き換え、ニンテンドーDS用ソフトとしてリメイクした作品。ニンテンドーDS版ならではの特徴として、上下2画面全体を使ったプレイや、最大4人までのダウンロードプレイに対応していることなどがある。また、BGMはオリジナル版と本作のためのアレンジ版との選択が可能であり、オプションで残機数などの設定も行えるように変更されている。
また「バルーンファイト」は中断が可能であり、「バルーントリップ」は旧作のように一度ゲームオーバーになると初めからやり直しではなく、特定の場所にセーブポイントがあり、そのデータから再開すれば途中から再チャレンジできる。また成績に応じて「ギャラリーコーナー」に様々なチンクルの絵が追加される。
本作は、2006年度クラブニンテンドープラチナ会員にのみプレゼントされた非売品である（Mii刻印Wiiリモコン電池ブタと選択）。以前にクラブニンテンドーでのみ配布されたソフトとして「ゼルダコレクション（GC）」「ゲーム&ウオッチコレクション（DS）」「絶叫戦士サケブレイン（DS）」があるが、いずれもポイントで交換できたため、会員特典でのみ配布されるのは本作が初めてのことである。

## キャラクター
チンクル
主人公。35歳独身。『ゼルダの伝説 ムジュラの仮面』から地図売りとして登場。『もぎたてチンクルのばら色ルッピーランド』に続いて主役を務める。
敵
旧作をもとにリメイクされて登場。彼らの風船を割って退治する事が目的。
魚
旧作をもとにリメイクされて登場。下の海の近くにいると顔を出して食べられる事がある。

## ゲームモード
- 1 PLAYER GAME（1人用）
- 2-4 PLAYERS GAME（2～4人用、DSダウンロードプレイ対応）
- BALLOON TRIP（1人用）